# Cirque du Palais-Royal
Le Cirque du Palais Royal est une ancienne salle de spectacle parisienne, ouverte en 1787 dans le jardin du Palais-Royal, et détruite en 1799 par un incendie. Elle est l'œuvre de l'architecte Victor Louis.

## Histoire
L'arrière-petit-fils du Régent, Philippe d’Orléans, (futur Philippe Égalité pendant la Révolution), était propriétaire du Palais-Royal. Il cherchait à y créer des animations pour attirer des clients dans les boutiques qu'il louait à des commerçants. Il fit construire par Victor Louis de 1786 à 1790 la salle Richelieu (actuelle Comédie-Française) à l’angle sud-ouest de son terrain. Il eut encore recours à lui pour construire en 1787 un cirque en dur au centre du jardin pour organiser des courses de chevaux. C'était un édifice en forme d'hippodrome à l'antique avec 72 colonnes ioniques et des statues, revêtu de treillage, de 100 m de long sur 16,50 m de large, en partie enterré au centre (4,30 m) pour ne pas obstruer la vue sur les galeries. 40 boutiques dans la partie enterrée annonçaient nos centres commerciaux actuels .
Le monument enthousiasme les contemporains. « Le cirque est le monument d’architecture le plus beau, le plus gracieux, le plus original si on ose le dire qui existe à Paris. C’est une création souterraine formée d’un coup de baguette magique. » écrit Louis Sébastien Mercier en 1789.
Il n'y eut jamais de courses de chevaux. Les problèmes financiers obligèrent le duc à le louer. On y organisait des fêtes, des repas, des bals, mais pas de représentations théâtrales. Les séances étaient programmées plusieurs fois par semaine (en fin d'après midi ou en soirée) et offraient, à la fin de chacune d'elles, un bal .
Il fut détruit par un incendie le 15 novembre 1798.

## Galerie

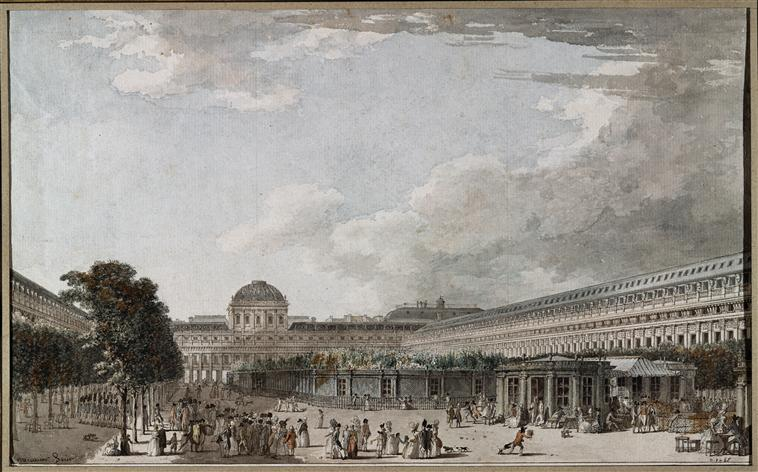
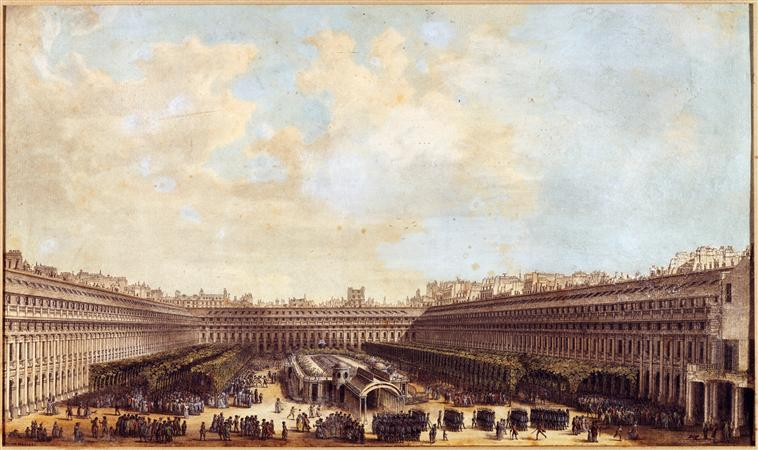
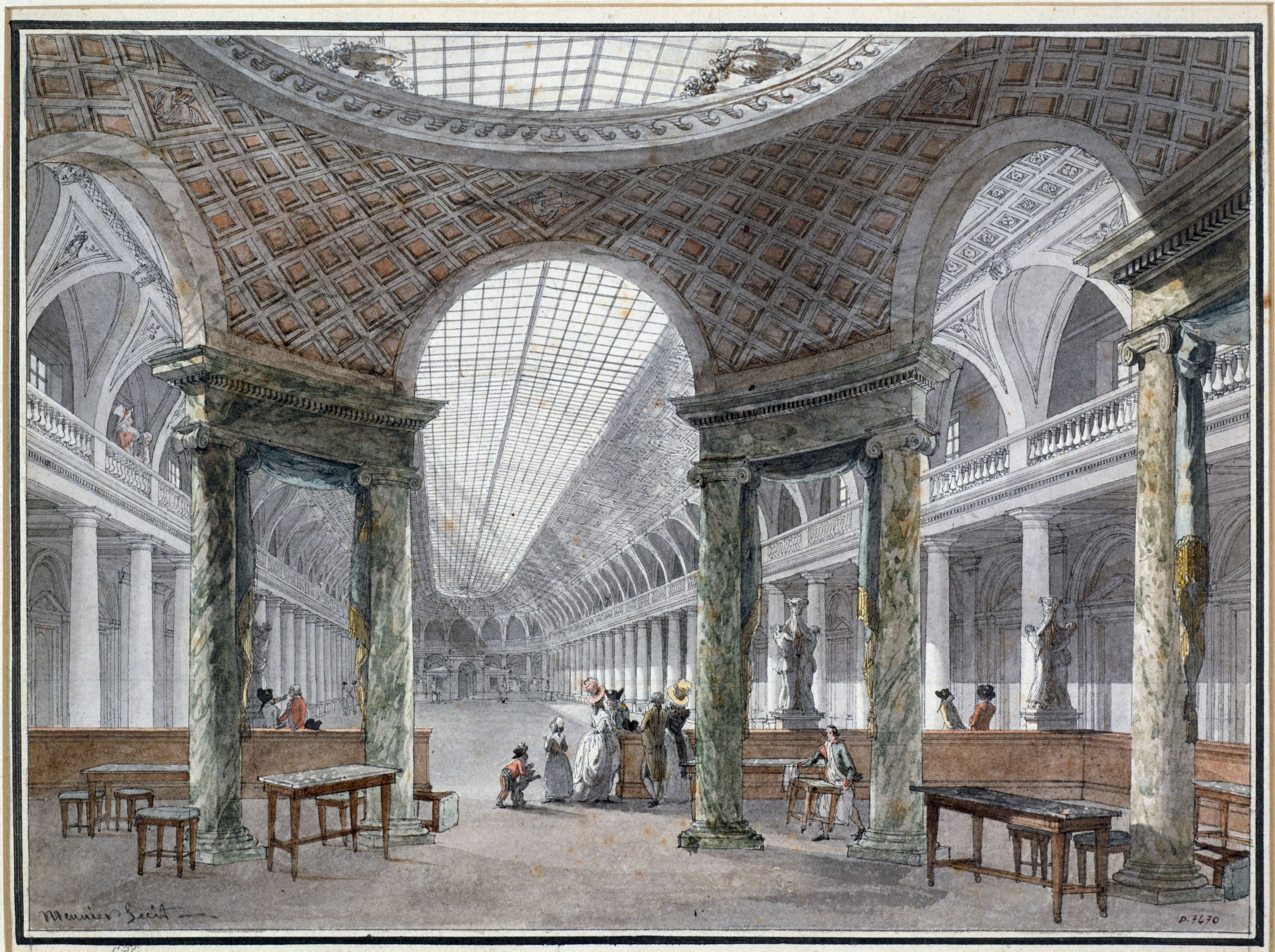
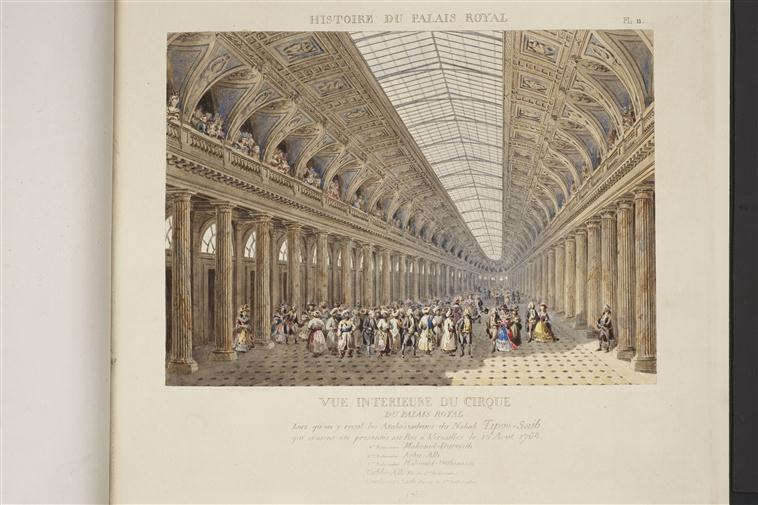